# NGC 3756
NGC 3756 est une galaxie spirale intermédiaire située dans la constellation de la Grande Ourse. NGC 3756 a été découverte par l'astronome germano-britannique William Herschel en 1789.

## Caractéristiques
La classe de luminosité de NGC 3756 est II-III et elle présente une large raie HI.

### Distance
Sa vitesse par rapport au fond diffus cosmologique est de 1 466 ± 12 km/s, ce qui correspond à une distance de Hubble de 21,62 ± 1,52 Mpc (∼70,5 millions d'al).
À ce jour, 28 mesures non basées sur le décalage vers le rouge (redshift) donnent une distance de 19,454 ± 3,607 Mpc (∼63,5 millions d'al), ce qui est à l'intérieur des valeurs de la distance de Hubble. Puisque cette galaxie est relativement rapprochée du Groupe local, il est probable que cette valeur soit plus près de la distance réelle de NGC 3756. Notons que c'est avec la valeur moyenne des mesures indépendantes, lorsqu'elles existent, que la base de données NASA/IPAC calcule le diamètre d'une galaxie.

### Classification
Les avis diffèrent sur la classification de NGC 3756, spirale intermédiaire selon les bases de données NASA/IPAC et HyperLeda et barrée selon le professeur Seligman et par Wolfgang Steinicke. L'image obtenue des données de l'étude SDSS ne montre pas la présence d'une barre, ni même d'un début de barre. La classification de spirale intermédiaire, ou même de spirale ordinaire, semble mieux convenir à cette image.

## Trou noir supermassif
Selon un article basé sur les mesures de luminosité de la bande K de l'infrarouge proche du bulbe de NGC 3147, on obtient une valeur de 105,7 {\displaystyle M_{\odot }} (500 milles masses solaires) pour le trou noir supermassif qui s'y trouve.

## Supernova
P Wiid de l'université de Berne a rapporté la découverte de la supernova 1975T dans cette galaxie le 28 décembre 1975. Le type de cette supernova ne semble pas avoir été déterminé.

## Groupe de NGC 3898 et de M101
Selon A.M. Garcia, la galaxie NGC 3756  fait partie d'un groupe de galaxies qui compte au moins neuf membres, le groupe de NGC 3898. Les autres membres du groupe sont NGC 3733, NGC 3794 (NGC 3804 dans l'article), NGC 3846A, NGC 3846, NGC 3850, NGC 3898, NGC 3982 et UGC 6894.
Certaines galaxies du groupe de NGC 3898 (NGC 3794, NGC 3850, NGC 3898 et NGC 3982) font aussi partie d'un groupe plus vaste qui compte plus de 80 galaxies, le groupe de M101 décrit dans un article publié par Abraham Mahtessian en 1998. Plusieurs galaxies de la liste de Mahtessian se retrouvent également dans d'autres groupes décrit par A.M. Garcia, soit le groupe de NGC 3631, le groupe de NGC 3898, le groupe de M109 (NGC 3992), le groupe de NGC 4051, le groupe de M106 (NGC 4258), le groupe de M51 (NGC 5194) et le groupe de NGC 5457.
Plusieurs galaxies des six groupes de Garcia ne figurent pas dans la liste du groupe de M101 de Mahtessian. Il y a plus de 120 galaxies différentes dans les listes des deux auteurs. Puisque la frontière entre un amas galactique et un groupe de galaxie n'est pas clairement définie (on parle de 100 galaxies et moins pour un groupe), on pourrait qualifier le groupe de M101 d'amas galactique contenant plusieurs groupes de galaxies.